# Lycée La Colinière
Le lycée La Colinière est un établissement français d'enseignement secondaire général et technologique  situé à Nantes (Loire-Atlantique), dans le quartier Doulon - Bottière. Il dépend administrativement des Pays de la Loire et de l'Académie de Nantes.

## Localisation
L'établissement est situé au no 129 rue du Landreau, à 200 mètres de place du Vieux-Doulon (ex-place centrale du bourg de l'ancienne commune de Doulon), et à moins de 350 mètres, de la Départementale 68 (dite « route de Sainte-Luce »).

## Origine du nom
Le mot Colinière vient du mot « colline ». Le relief du site est, en effet, constitué de plissements datant de l'ère tertiaire ; une des collines de Doulon s'élève à 24 mètres et présente un dénivelé de 12 mètres. Alors que, jusqu'au début du XVIIIe siècle, les actes officiels sont tous établis avec l'orthographe Collinière pour désigner ce lieu-dit, la graphie Colinière apparaît dans la deuxième moitié du même siècle. Dès lors, les deux orthographes cohabitent jusqu'à ce que Colinière reste la seule utilisée au XXe siècle.

## Classement du Lycée
En 2015, le lycée se classe 15e sur 46 au niveau départemental quant à la qualité d'enseignement, et 565e sur 2311 au niveau national. Le classement s'établit sur trois critères : le taux de réussite au bac, la proportion d'élèves de première qui obtient le baccalauréat en ayant fait les deux dernières années de leur scolarité dans l'établissement, et la valeur ajoutée (calculée à partir de l'origine sociale des élèves, de leur âge et de leurs résultats au diplôme national du brevet).

## Historique

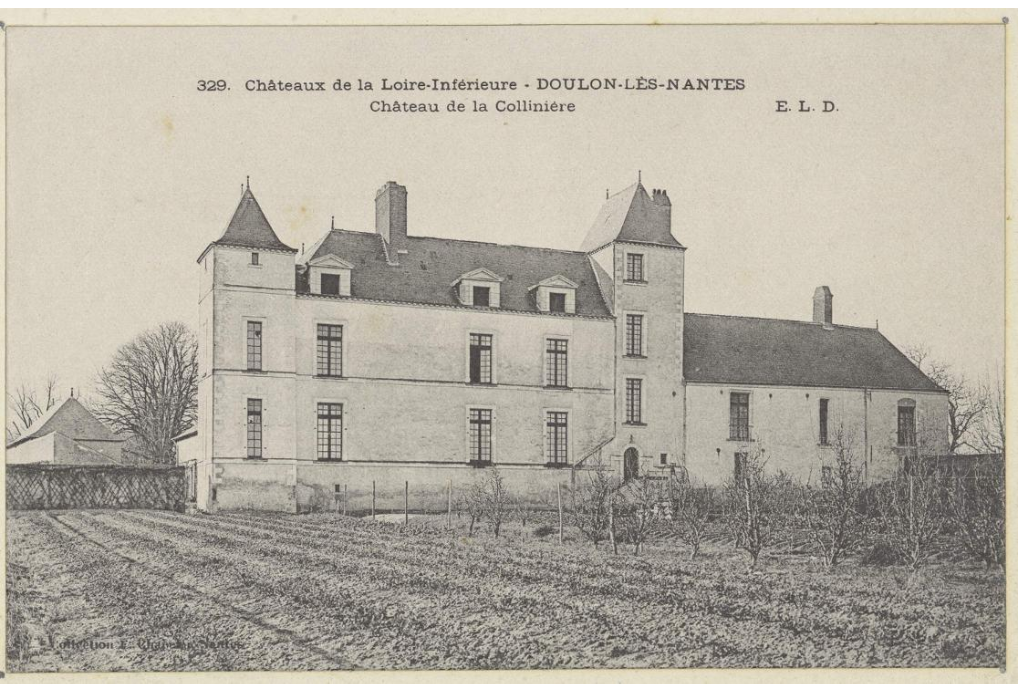
Le château de la Collinière.

### Propriété des évêques de Nantes
Après les invasions barbares, Nantes au VIe siècle, comme de nombreuses villes à cette époque, tombe sous la coupe de l'évêque de la ville. Il en va de même pour la paroisse de Doulon, dont fait partie La Colinière. L'ignorance de l'église quant à l'état de ses biens fonciers et immobiliers permet qu'une partie d'entre eux soient spoliés par des seigneurs. Ainsi, Harscoët Ier de Saint-Pierre, seigneur de Retz, récupère une bonne part de la paroisse de Doulon durant le XIe siècle. Il faut la menace d'une excommunication, à la suite des décisions du concile de Rome en 1049, pour qu'en 1104 Harscouët rétrocède Doulon, une des rares paroisses à être rendues à l'évêché nantais, et qui le restera jusqu'à la Révolution.
Mais ces derniers, incapables de gérer leurs biens, cèdent, sous la pression du duc de Bretagne qui est devenu leur suzerain en 1345, leurs domaines à des familles aisées. Des seigneuries se créent alors, et celle de La Colinière fait partie de celles-là.

### Propriété seigneuriale des Charette de la Colinière
Le premier écrit mentionnant le nom Charette de la Colinière date de 1570. De 1613 à 1615, pendant la régence de Marie de Médicis, on a un Louis Charette de la Colinière nommé maire de Nantes par le pouvoir royal. Il se fera construire un hôtel particulier encore visible à l'angle de la rue du Moulin et de place de l'Hôtel-de-Ville.
En 1655, son neveu, Jean VII Charette de la Colinière décide la construction d'un château. Il s'agit d'une résidence secondaire et rurale, voire d'une maison de retraite familiale. Cette famille devient très riche, sa fortune culminant probablement en 1733, date du décès de Julien Charette, seigneur de la Colinière, de la Chesnaie (à Doulon), de l'Angle-Hermine (à Pontchâteau), de la Ramée-Cothuau (à Donges), du Bois Jouan (à Paulx). Son petit-fils Jean-François Charette et son arrière-petit-fils Louis-François, s'opposent au roi de France Louis XV lorsque celui-ci veut lever un impôt sur le revenu des nobles.
Louis-François Charette
Condamné et exilé de Nantes, il doit attendre l'avènement de Louis XVI pour pouvoir revenir sur ses terres ; à titre de compensation des dommages subis, il est titré baron en 1776. En 1785, Louis-François Charette fait planter cent tilleuls de Hollande, 12 mûriers et 89 arbres fruitiers dans le parc de la Colinière. En 1787, il hérite du château de la Gascherie et d'un titre de marquis, devenant une des plus grosses fortunes nantaises. Fort de cette puissance il s'autorise une attitude arrogante avec la municipalité, abuse de son pouvoir en s'appropriant des terres et empiétant sur les droits d'usage concédés aux paysans. En 1790, ses anciens vassaux se rebellent, ce qui conduit Charette de la Colinière à comparaître dans un procès où il manque de se faire lyncher. Après un exil en Belgique, il va à Paris où, en 1792, il est victime d'une tuerie collective. Ses fils meurent en combattant dans les rangs vendéens. Le domaine de la Colinière est vendu en 1794 comme bien national en plusieurs lots, dont celui correspondant à l'actuel lycée acquis par Pierre-Joseph Muller, directeur de la Verrerie de Nantes.

### Annexe du Lycée de Nantes
En 1824, la propriété est acquise par le collège royal de Nantes (actuel Lycée Georges-Clemenceau) sur l'initiative du proviseur, l'abbé Demeuré, qui veut offrir aux élèves la possibilité de respirer un air plus sain que celui de la ville. La Colinière est donc utilisée comme but de promenade pour les internes.
Lors de la Guerre de 1870, une ambulance est installée sur la propriété pour soigner les blessés. En 1874, le tracé de la ligne de chemin de fer Nantes - Châteaubriant ampute la propriété de 8 972 m2 et, en 1881, la ligne Nantes - Segré supprime 8 300 m2 supplémentaires. Pendant la Première Guerre mondiale le château devient l'Hôpital militaire no 71, tandis qu'au début de la Seconde Guerre mondiale, il est occupé par des soldats anglais en mai 1940. Le 19 juin, les Allemands investissent un bâtiment désert. En septembre 1943, après les bombardements de Nantes, qui ont touché le lycée Clemenceau, l'administration est transférée à la Colinière.
Après la guerre, La Colinière est occupée par des familles sans-abri. La tradition des promenades des élèves du Lycée Clemenceau, chère à Julien Gracq, interrompue pendant le conflit, ne reprend pas.

### Le lycée moderne

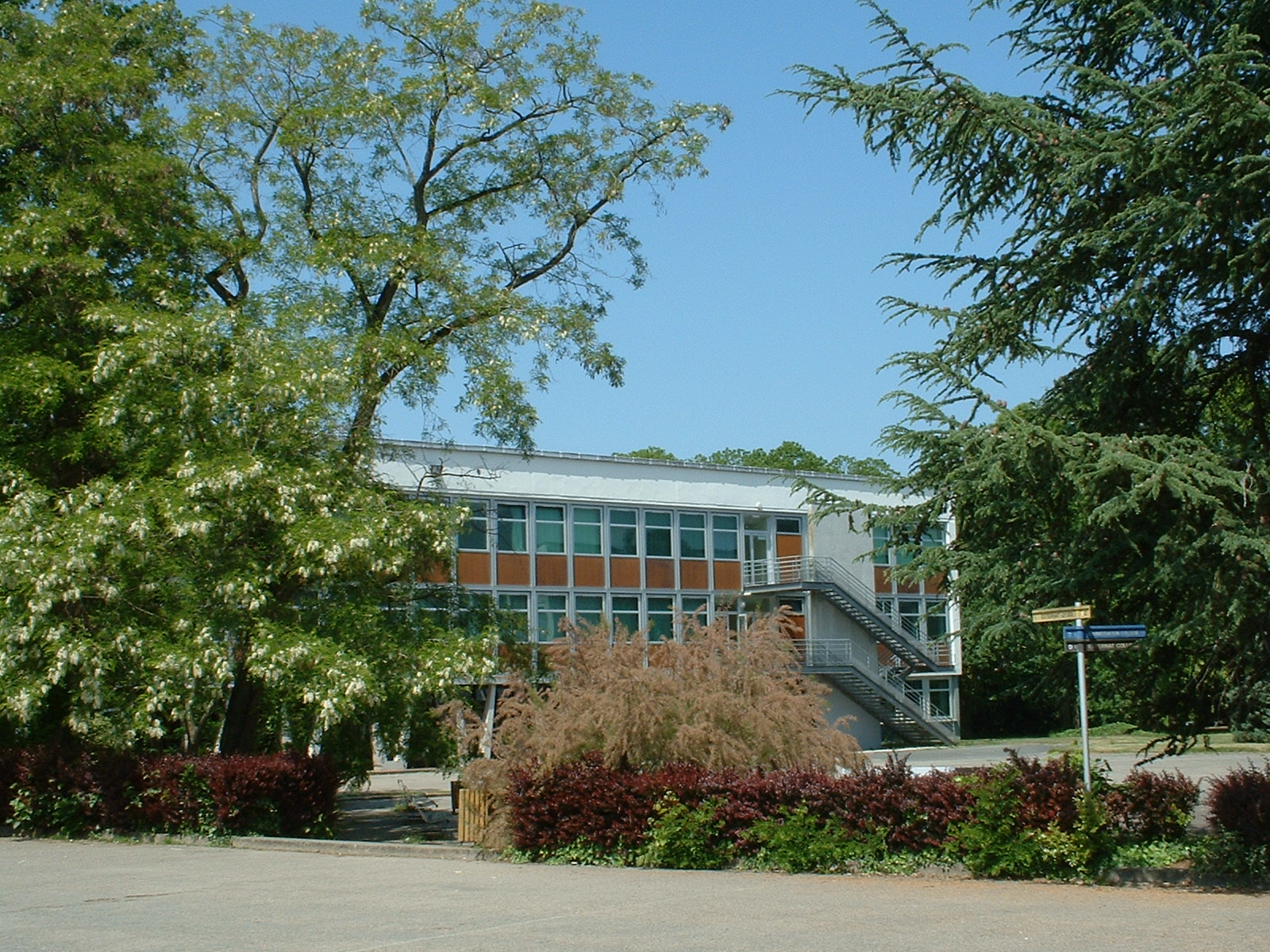
Vue du lycée

En 1954, pour décharger les lycées du centre-ville, il est décidé de construire un établissement sur le site de la Colinière. Conçu pour servir de lycée de secteur pour les quartiers est de la ville et les communes proches (Sainte-Luce, Thouaré), il accueille ses premiers élèves en 1962.
Il fonctionne d'abord avec des classes de premier cycle, administrativement en tant qu'annexe du Lycée Clemenceau, mais, pédagogiquement comme un « Collège d'enseignement secondaire » (CES), c'est-à-dire qu'il s'y trouve des classes de type lycée : « Collège d'enseignement général » ou (CEG) et de transition. En 1963, les élèves du lycée Clemenceau souhaitant étudier certaines langues, notamment le russe et l'italien, sont transférés à la Colinière (mesure rapportée en 1965). Les premiers élèves de classe terminale sortent en 1966. Une cérémonie préparatoire au statut de lycée à part entière a lieu en juin 1967, en présence des plus hautes autorités académiques, certains professeurs de l'établissement revêtent la toge pour l'occasion, parmi eux Pierre Ayraud alias Thomas Narcejac. Le décret du 18 novembre 1968 fait de La Colinière, un lycée indépendant de Clemenceau.
Ses professeurs sont souvent jeunes, ce qui explique peut-être leur forte implication dans le mouvement de Mai 68. De cette période l'établissement garde une tradition d'« intersyndicale » et reste actif dans les mouvements sociaux. L'activité socio-éducative est très dynamique.
La croissance des effectifs est très forte jusqu'en 1999 où ils atteignent 1 800 élèves. L'inauguration de la ligne 1 de tramway en 1985 améliore considérablement l'accès à l'établissement, et en 1989 l'ouverture d'une entrée du côté nord près de la station de tram Landreau abrège la marche auparavant nécessaire entre celle-ci et l'entrée principale du lycée.

## Architecture
Le lycée comprend, dans un cadre de type parc :
- trois bâtiments d'enseignement à deux ou trois étages, au nord, disposés parallèlement, mais décalés, délimitant deux cours de récréation ;
- les réfectoires à l'ouest ;
- l'internat, un bâtiment de 140 mètres de long, dans le prolongement des réfectoires, au sud-est ;
- le gymnase sur le côté sud de l'allée d'accès principale, occupe l'emplacement de l'ancien manoir rasé en 1963[23] ;
- les terrains de sports au sud-est ;
- le foyer au centre.

La plupart des bâtiments construit entre 1961 et 1965 par l'architecte André Chatelin, ont été modernisés et agrandis depuis leurs constructions. L'ancien gymnase, ravagé par un incendie criminel en mars 1992, a laissé la place à un nouvel équipement moderne deux plus tard.

## Enseignement
Source : Académie de Nantes.

### Second cycle
Baccalauréat général
- Bac. général. Spécialités proposées :
- Arts : Arts plastique
- Arts : Théâtre
- Histoire-Géographie, Géopolitique et Sciences Politiques
- Humanités, littérature et philosophie
- LLCE (Langues Littératures et Cultures Étrangères) : Anglais
- Mathématiques
- Numérique et Sciences de l'Informatique
- Physique-chimie
- Sciences Économiques et Sociales
- Sciences de la Vie et la Terre

Baccalauréat technologique
- Bac. technologique : sciences et technologies de l'industrie et du développement durable (STI2D) spécialités ITEC et SIN
- Bac. technologique : sciences et technologies de la santé et du social (ST2S)
- Bac. technologique : sciences et technologies du management et de la gestion (STMG)

### Après le baccalauréat
Brevet de technicien supérieur (BTS).
- Services Informatiques aux Organisations (SIO)
- Services et Prestations des Secteurs Sanitaire et Social (SP3S)

### Langues
- Allemand LV2
- Anglais LV1
- Espagnol LV2
- Italien LV2 corresp
- Russe LV2, LV3
- Breton LV3, + en option

### Enseignements spécifiques et optionnels

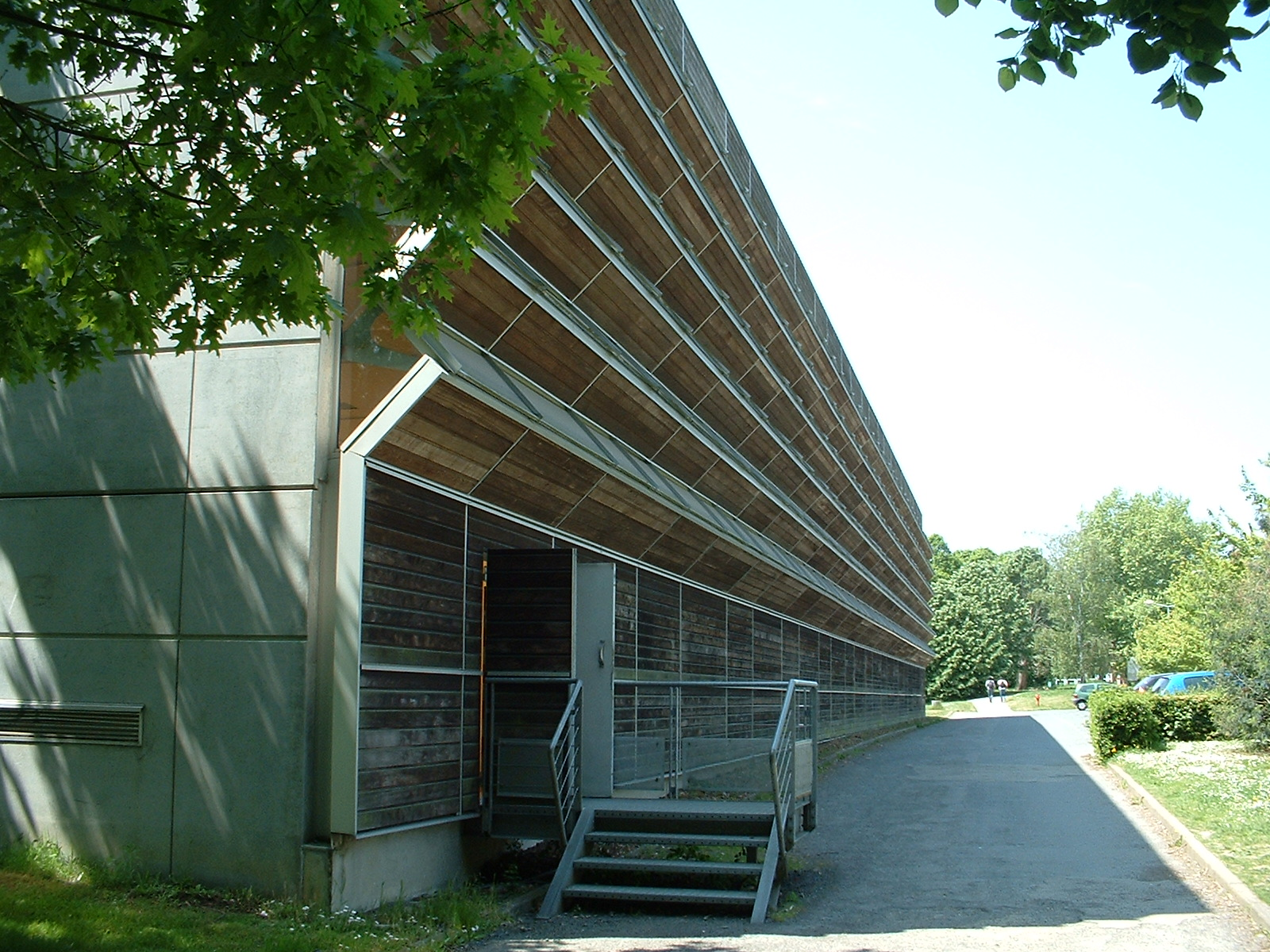
Vue du gymnase

- Section Européenne Anglais (DNL Histoire-Géographie)
- Arts plastiques
- Athlétisme : Section Sportive Scolaire et pôle espoir
- Cyclisme : pôle espoir cyclisme
- Escrime : pôle espoir escrime
- Football féminin : Section Sportive Scolaire
- Judo : Section Sportive Scolaire et pôle espoir
- Mathématiques expertes (Term. uniquement)
- Mathématiques complémentaires (Term. uniquement)
- Rugby : Section Sportive Scolaire (comité régional de rugby)
- Théâtre

## Compléments